# Santa Bàrbara (Goya)
Santa Bàrbara és un oli de temàtica religiosa pintat per Francisco de Goya cap a 1773 durant la seva etapa juvenil a Saragossa. Santa Bàrbara és una màrtir cristiana del segle iii molt venerada a Espanya i principalment a Aragó. Aquest quadre es va realitzar poc després de l'arribada de Goya del seu viatge a Itàlia, on es va inspirar en l'art grecoromà per emprendre aquesta obra. Alguns detalls del cap i del cos van ser preparats per dibuixos del Quadern italià. Goya representa a la santa com una bellíssima dona d'elevada posició social, com ho delaten les seves robes. A la mà dreta porta la Santa Custòdia i en l'esquerra la palma del seu martiri. Al fons apareix la torre de la seva captivitat i un raig. A l'esquerra l'Exèrcit Reial, del que la santa era patrona. Goya recorre el cos de la santa creant un interessant ritme accentuat per un gran focus de llum.